# Юрчишин, Анна Степановна
Анна Степановна Юрчишин (род. 18 июля 1941, Лисовцы) — советская крестьянка и политический деятель, депутат Верховного Совета УССР в 1975—1990 годах, Герой Социалистического Труда (1973).

## Биография
Родилась 18 июля 1941 года в селе Лисовцы Тернопольской области УССР, СССР.
В 1958 году начала трудовую деятельность в колхозе «Дружба» в родном селе оператором машинного доения коров. Дояркой она работала до пенсионного возраста. Надаивала более 5000 кг молока от каждой коровы своей группы.
В 1973 году она была награждена званием Героя Социалистического Труда.
Была делегатом XXV съезда КПСС.
В 1971, 1975, 1980 и 1985 годах Анна Юрчишин избиралась депутатом Верховного Совета УССР 8—11-го созывов.
С 1981 года была членом Ревизионной комиссии Коммунистической партии УССР.

## Награды
- Орден Трудового Красного Знамени (1972);
- Герой Социалистического Труда (1973);
- Орден Дружбы народов (1980);
- Орден Ленина.